# Parc provincial Sturgeon River
Le parc provincial Sturgeon River (anglais : Sturgeon River Provincial Park) est un parc provincial de l'Ontario (Canada) comprenant une portion de la rivière Sturgeon entre le parc provincial Lady Evelyn-Smoothwater et confluence de la rivière Obabika. Il est l'un des nombreux parcs provinciaux de la région de Temagami. Il partage ses limites avec les parcs provinciaux Solace, Chiniguchi Waterway et Obabika River. Il est administré par Parcs Ontario.
La rivière Sturgeon a une longueur de 177 km et se jette dans lac Nipissing au niveau de Sturgeon Falls.
La rivière demande une bonne connaissance du canot-camping en milieu sauvage.

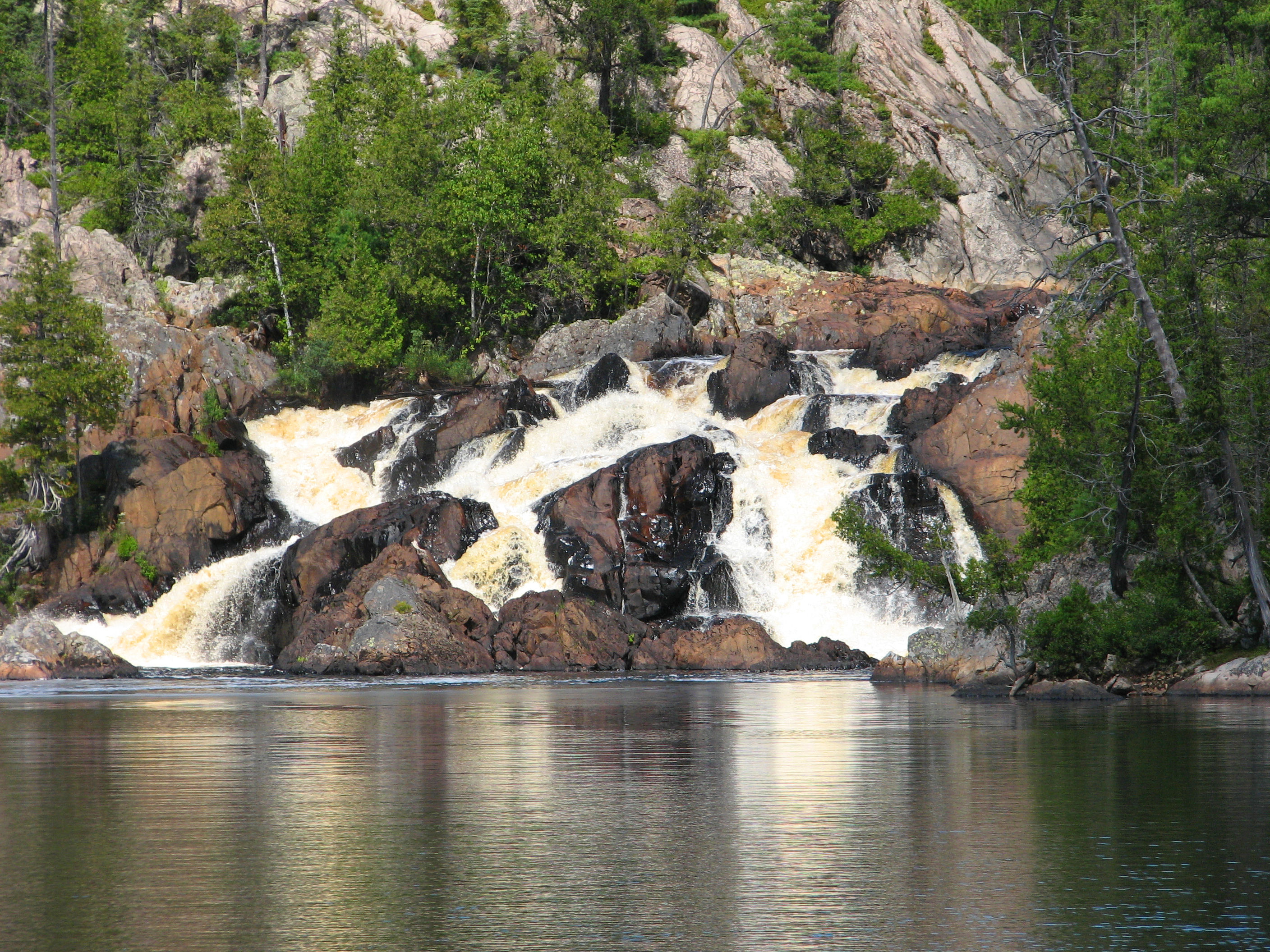
Chutes Kettle